# Jérôme Hergault
Jérôme Hergault (* 5. April 1986 in Montmorency) ist ein französischer Fußballspieler.

## Karriere
Hergault begann seine fußballerische Laufbahn beim FC Lavaur, wo er von 2004 bis 2008 spielte. Anschließend wechselte er zu Luzenac Ariège Pyrénées in die National. In der Saison 2009/10 kam er zu 26 Einsätzen in der dritten französischen Liga. In der Folgesaison war er absolut gesetzt und traf zweimal in seinen 39 Einsätzen. Für die gesamte Saison 2011/12 wurde er an den Ligakonkurrenten FC Rouen verliehen. Dort spielte er allerdings nur 27 Saisonspiele während seiner gesamten Leihe. Daraufhin kehrte er im Sommer 2012 wieder nach Luzenac zurück. Direkt nach seiner Rückkehr war er wieder Stammspieler und kam zu 36 Ligaeinsätzen. In der Saison 2013/14 spielte er 30 Mal in der National.
Im Sommer 2014 wechselte er zum Ligakonkurrenten Red Star Paris. Wettbewerbsübergreifend spielte er 24 Mal in der Spielzeit 2014/15, traf einmal und stieg mit seinem Verein in die Ligue 2 auf, womit er seinen ersten Profivertrag erhielt. So gab er am 31. Juli 2015 (1. Spieltag) sein Profidebüt, als er bei einer 0:1-Niederlage gegen die US Créteil über die vollen 90 Minuten spielte. Dennoch war er in Paris nicht kompletter Stammspieler und kam zu insgesamt 26 Einsätzen. In der Saison 2016/17 spielte er jedoch 33 Mal und war somit absolut gesetzt auf der rechten Außenverteidigung und lief in der Rückrunde sogar als Kapitän auf.
Im Sommer 2017 verließ er den Verein jedoch und wechselte zum Ligakonkurrenten AC Ajaccio. Direkt am ersten Spieltag der Saison 2017/18 debütierte er in der Startelf stehend bei einem 0:0-Unentschieden gegen Chamois Niort. Mit der Aufstiegsrelegation, in der man scheiterte, spielte Hergault insgesamt 40 Ligaspiele in der Saison und war somit auch in Ajaccio absolute Stammkraft. Auch in der zweiten Saison mit Ajaccio war er gesetzt und kam zu wettbewerbsübergreifend 35 Einsätzen.
Dennoch verließ er den Verein nach der Spielzeit und wechselte zum FC Lorient. Bei seinem Debüt im neuen Trikot am 29. Juli 2019 (1. Spieltag) bei einem 3:0-Sieg, stand er erneut in der Startformation. Auch aufgrund eines Armbruches kam er in der aufgrund von Corona verkürzten Saison 2019/20 nur zu 16 Ligaeinsätzen. Sein Verein stieg in der Saison als Tabellenerster in die Ligue 1 auf. Am 22. November 2020 (11. Spieltag) gab er daraufhin sein Debüt in der höchsten französischen Spielklasse, als er spät gegen den OSC Lille ins Spiel kam. Im Rückspiel (21. Spieltag) schoss er bei einer 1:2-Niederlage sein erstes Tor im Profibereich, als er den einzigen Treffer seines Teams erzielen konnte. Trotzdem war er nicht durchgehend in der Saison gesetzt und schoss insgesamt zwei Tore in 22 Ligapartien. Auch in der kommenden Saison 2021/22 bekam er nur wenige Einsätze für Lorient. Im Juli 2022 lief sein Vertrag in Lorient aus. Fast drei Monate später unterschrieb er bei seinem ehemaligen Jugendverein FC Lavaur.

## Erfolge
Red Star Paris
- Aufstieg in die Ligue 2: 2015

FC Lorient
- Meister der Ligue 2 und Aufstieg in die Ligue 1: 2020